# Rabo de touro

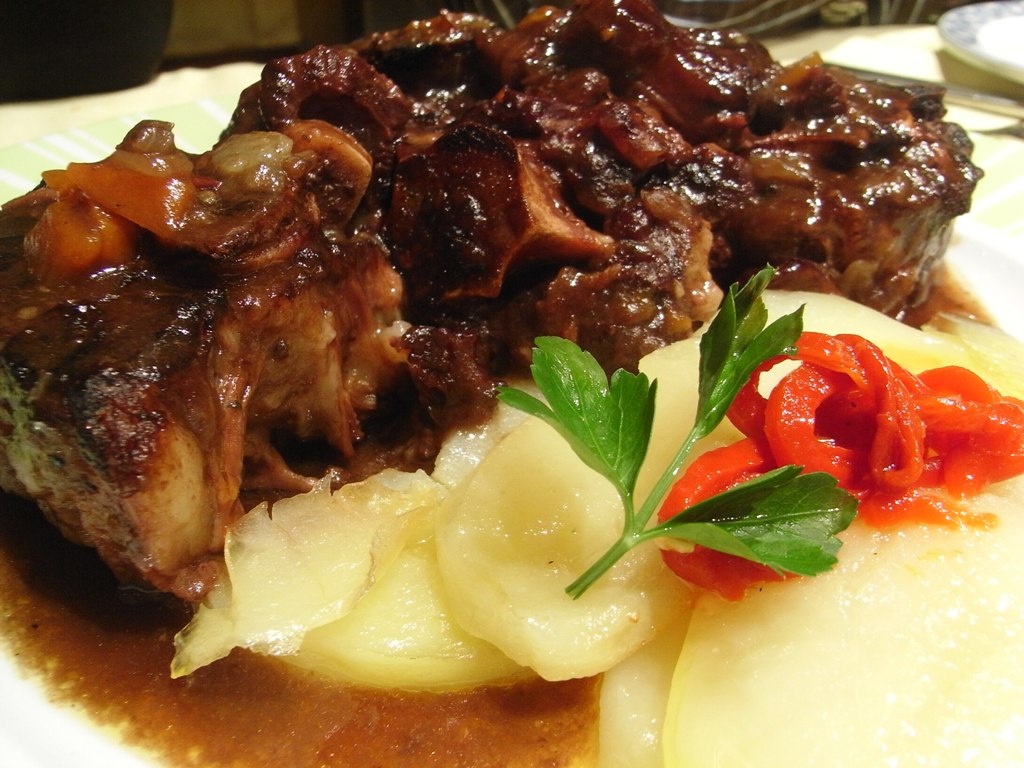
Rabo de boi.

Rabo de touro (ou rabo de toro, em castelhano ou rabada, em português-brasileiro) é um prato típico da cidade de Córdova, na Espanha.
Tal como o nome indica, é preparado com rabo de touro, de boi ou de vaca. Para além do rabo de boi, pode incluir tomate, alho, pimenta vermelha, cenoura, açafrão, azeite, vinho, louro, uma fatia de pão, sal e pimenta .
A carne começa por ser refogada em azeite e vinho. Em seguida, é preparado à parte o molho com o tomate, o pimento, os alhos e o pão. Por fim, este preparado é triturado é adicionado à carne, que é então estufada durante cerca de 20 minutos .